# Arthur Malet
Vivian R. Malet, meglio noto come Arthur Malet (Lee-on-the-Solent, 24 settembre 1927 – Santa Monica, 18 maggio 2013), è stato un attore britannico naturalizzato statunitense.

## Biografia
Si trasferì negli Stati Uniti d'America all'inizio degli anni cinquanta, e verso la fine del decennio iniziò la sua carriera apparendo soprattutto in serie televisive. Lavorò anche per il cinema, dove è principalmente noto come Mr. Dawes figlio in Mary Poppins e Tootles in Hook - Capitan Uncino. Continuò la sua carriera fino al 1998.

## Filmografia parziale

### Cinema
- Tre passi dalla sedia elettrica (Convicts 4), regia di Millard Kaufman (1962)
- Il codice della pistola (The Man from Galveston), regia di William Conrad (1963)
- Mary Poppins, regia di Robert Stevenson (1964)
- Qualcuno da odiare (King Rat), regia di Bryan Forbes (1965)
- La dolce vita... non piace ai mostri (Munster, Go Home!), regia di Earl Bellamy (1966)
- Il comandante Robinson Crusoe (Lt. Robin Crusoe, U.S.N.), regia di Byron Paul (1966)
- Penelope la magnifica ladra (Penelope), regia di Arthur Hiller (1966)
- La calda notte dell'ispettore Tibbs (In the Heat of the Night), regia di Norman Jewison (1967)
- Le spie vengono dal cielo (The Helicopter Spies), regia di Boris Sagal (1968)
- Fango, sudore e polvere da sparo (The Culpepper Cattle Co.), regia di Dick Richards (1972)
- Roger il re dei cieli (Ace Eli and Rodger of the Skies), regia di John Erman (1973)
- Frankenstein Junior (Young Frankenstein), regia di Mel Brooks (1974)
- Il paradiso può attendere (Heaven Can Wait), regia di Warren Beatty, Buck Henry (1978)
- Halloween - La notte delle streghe (Halloween), regia di John Carpenter (1978)
- Brisby e il segreto di NIMH (The Secret of NIMH), regia di Don Bluth (1982) - voce
- Per piacere... non salvarmi più la vita (City Heat), regia di Richard Benjamin (1984)
- Taron e la pentola magica (The Black Cauldron), regia di Ted Berman, Richard Rich (1985) - voce
- Dick Tracy, regia di Warren Beatty (1990)
- Hook - Capitan Uncino (Hook), regia di Steven Spielberg (1991)
- Toys - Giocattoli (Toys), regia di Barry Levinson (1992)
- La piccola principessa (A Little Princess), regia di Alfonso Cuarón (1995)

### Televisione
- The DuPont Show of the Month – serie TV, episodi 1x02-3x08-4x03 (1957-1960)
- Michael Shayne – serie TV episodio 1x30 (1961)
- The Dick Powell Show – serie TV, episodio 1x11 (1961)
- I detectives (The Detectives) – serie TV, episodi 3x04-3x15 (1961-1962)
- Avventure in paradiso (Adventures in Paradise) – serie TV, episodi 2x26-3x23 (1961-1962)
- Ben Casey – serie TV, episodio 1x15 (1962)
- Gli uomini della prateria (Rawhide) – serie TV, episodio 7x16 (1965)
- Agenzia U.N.C.L.E. (The Girl from U.N.C.L.E.) – serie TV, episodi 1x03-1x08-1x29 (1966-1967)
- Selvaggio west (The Wild Wild West) – serie TV, episodi 1x16-3x09-4x18 (1966-1969)
- Squadra speciale anticrimine (The Felony Squad) – serie TV, episodio 1x28 (1967)
- Il virginiano (The Virginian) – serie TV, episodio 8x12 (1969)
- Lancer – serie TV, episodio 2x16 (1970)
- Charlie's Angels – serie TV, episodio 3x16 (1979)

## Doppiatori italiani
Nelle versioni in italiano delle opere in cui ha recitato, Arthur Malet è stato doppiato da:
- Lauro Gazzolo in Mary Poppins
- Gianfranco Bellini in La calda notte dell'ispettore Tibbs
- Mario Feliciani in Frankenstein Junior
- Silvio Anselmo in Halloween - La notte delle streghe
- Carlo Alighiero in Charlie's Angels
- Francesco Di Federico in Capitol
- Vincenzo Ferro in Peter Gunn
- Vittorio Stagni in Hook - Capitan Uncino
- Domenico Maugeri in Toys - Giocattoli
- Riccardo Lombardo in La piccola principessa

Come doppiatore è stato sostituito da:
- Gianfranco Bellini in Brisby e il segreto di NIMH
- Arturo Dominici in Taron e la pentola magica